# Син Сју Бен Цао
Син Сју Бен Цао (кин: 新修本草, у преводу Нова ревидирана фармакопеја), позната и као Бен Цао војводе од Јинга (кин: 英公本草) јер је њену израду надгледао Ли Ши, војвода од Јинга, прва је званична фармакопеја на свету, објављена по налогу државних власти. Састављена је 659. године (четврте године ере Сјенћинг) током владавине династије Танг и сматра се најранијом познатом фармакопејом на свету. Њен статус као фармакопеје није без контроверзи; на пример, историчар Ју Генгџе сматра да дело није имало законску регулаторну моћ над прометом лековитих материјала у друштву и да је „пре било енциклопедија лековитих супстанци“.
Године 658. (треће године ере Сјенћинг), Су Ђинг, администратор десне палате, поднео је предлог цару Гаоцунгу из династије Танг за ревизију постојеће фармакопеје. Цар је наредио да се организује тим од 22 особе, укључујући званичнике као што су Џангсун Вуђи, Сју Сјаочунг, Ли Чунфенг и Кунг Џијуе, да заједно са Су Ђингом саставе нову фармакопеју. „Широм царства су се тражили и прикупљали лекови“, а састављање је почело друге године ере Сјенћинг (657) и трајало је две године, а завршено је у првом месецу четврте године ере Сјенћинг (659). Дело се састоји од 54 свеске, подељене у три дела: главни текст, илустрације лекова (Јао Ту) и илустровани описи (Ту Ђинг). Главни текст, познат као Син Сју Бен Цао, има 20 свезака и једну свеску са садржајем; илустрације лекова имају 25 свезака и једну свеску са садржајем; а илустровани описи имају 7 свезака. Син Сју Бен Цао је био пионир у комбиновању текста и илустрација, са описом „живописне боје илуструју изглед свих ствари“, али су нажалост илустрације лекова и илустровани описи изгубљени након династије Сунг.
Син Сју Бен Цао, такође познат као Танг Бен Цао (Фармакопеја династије Танг) или Јинг Гунг Бен Цао (Фармакопеја војводе од Јинга), заснован је на формату дела Бен Цао Ђинг Ђи Џу (Сабране белешке о класику биља). Класификација је проширила првобитне две категорије (биљке и дрвеће; инсекти и животиње) из Бен Цао Ђинг Ђи Џу на четири: траве, дрвеће, звери и птице, и инсекти и рибе. Главни текст Син Сју Бен Цао обухвата 850 лековитих супстанци, што је 114 више него у делу Бен Цао Ђинг Ђи Џу претходног фармаколога Тао Хунгђинга. Дело допуњује садржаје који нису забележени у старијим књигама, исправља грешке и додаје нове лекове као што су борнеол, бензоин, бибер, куркума и харитаки. Такође укључује и тајни рецепт за лепоту царице Ву Цетјен, као и запис о употреби амалгама од калаја, сребрне фолије и живе за зубне пломбе, што представља најранији писани запис о стоматолошком пломбирању у светској медицинској историји. Након званичног објављивања, Син Сју Бен Цао је служио као правни и академски основ за клиничку употребу лекова више од 400 година и представља прекретницу у развоју кинеске медицине у средњем веку. Јапански текст Енгишики бележи: „Сви лекари треба да читају Син Сју Бен Цао од Су Ђинга“ и „За оне који проучавају медицинске класике, рок за Таису је 460 дана, а за Син Сју Бен Цао 310 дана“.
Син Сју Бен Цао садржи и неке грешке; на пример, Су Ђинг и његови сарадници су погрешно идентификовали јавор као ликвидамбар, а алхемија је сврстана у највишу категорију. Чен Цангћи је касније саставио додатак овом делу под називом Бен Цао Ши Ји (Додаци Фармакопеји). Током периода Пет династија, држава Каснији Шу је ревидирала и поново објавила дело под називом Поново проширена Бен Цао војводе од Јинга, познато као Шу Бен Цао (Фармакопеја из Шуа). Рукописи су пронађени у пећинама Дунхуанга, а фрагменти се данас чувају у Британском музеју и Националној библиотеци Француске у Паризу. Јапански учењак Оканиши Тамеђин саставио је верзију Син Сју Бен Цао у 10 свезака.